# 柳溪镇
柳溪镇，是中华人民共和国河北省承德市平泉市下辖的一个乡镇级行政单位。
2013年，河北省民政厅批复同意撤销柳溪满族乡，设立柳溪镇，镇人民政府驻柳溪村柳溪街186号。

## 行政区划
柳溪镇下辖以下地区：
柳溪社区村、薛杖子社区村、张家营子村、大窝铺村、辽河源社区村、马架子村和韩杖子村。